# Anommatus thoracicus
Anommatus thoracicus is een keversoort uit de familie knotshoutkevers (Bothrideridae). De wetenschappelijke naam van de soort werd in 1917 gepubliceerd door Depoli.